# Liste der Monuments historiques in Fresnoy-la-Rivière
Die Liste der Monuments historiques in Fresnoy-la-Rivière führt die Monuments historiques in der französischen Gemeinde Fresnoy-la-Rivière auf.

## Liste der Bauwerke
| Bezeichnung       | Beschreibung | Standort          | Kennzeichnung | Schutzstatus | Datum | Bild           |
| ----------------- | ------------ | ----------------- | ------------- | ------------ | ----- | -------------- |
| Kirche St-Denis   |              | (Lage)            | PA00114698    | Classé       | 1920  | weitere Bilder |
| Kirche Notre-Dame |              | in Pondron (Lage) | PA00114699    | Classé       | 1920  | weitere Bilder |

## Liste der Objekte

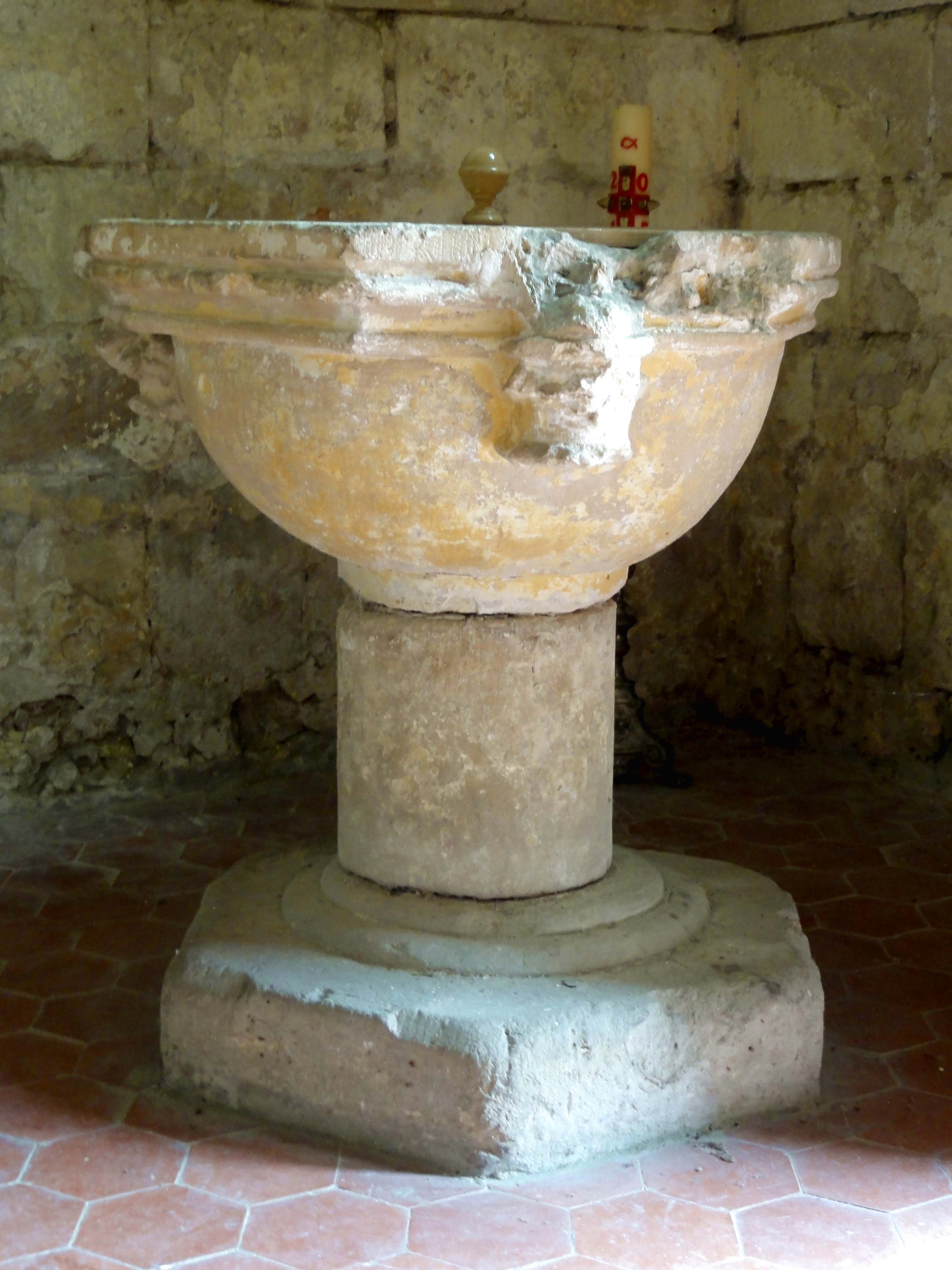
Taufbecken in der Kirche Notre-Dame

- Monuments historiques (Objekte) in Fresnoy-la-Rivière in der Base Palissy des französischen Kultusministeriums

Siehe auch: Taufbecken (Fresnoy-la-Rivière)